# Orchis brancifortii
Orchis brancifortii är en orkidéart som beskrevs av Antonius de Bivona-Bernardi. Orchis brancifortii ingår i släktet nycklar, och familjen orkidéer. IUCN kategoriserar arten globalt som livskraftig. Inga underarter finns listade i Catalogue of Life.

## Bildgalleri

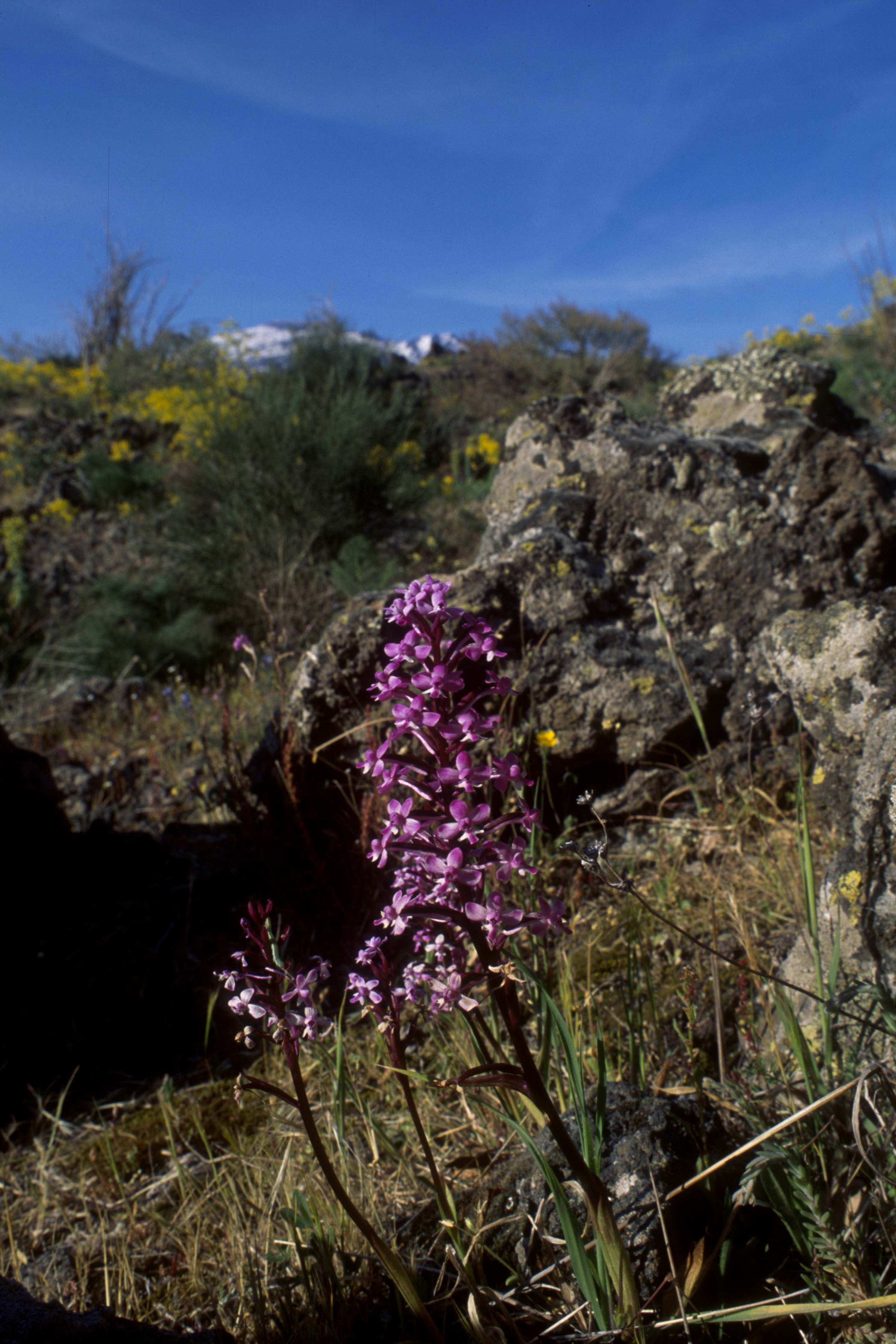
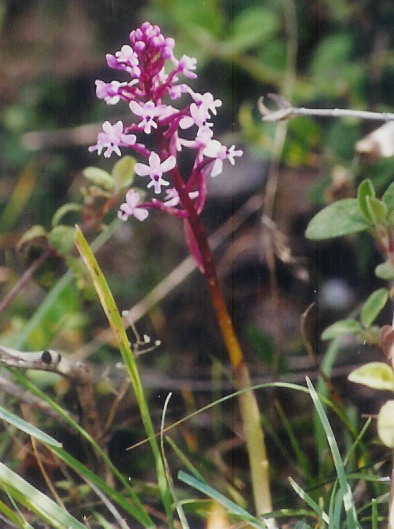